# HD 5608
Désignations
HD 5608 est une étoile géante de la constellation d'Andromède qui possède une exoplanète connue, HD 5608 b. Elle est faiblement visible à l'œil nu avec une magnitude apparente de 5,98. D'après la mesure de sa parallaxe annuelle par le satellite Gaia, l'étoile est distante de 191 années-lumière (59 parsecs) de la Terre. Elle se rapproche du Système solaire avec une vitesse radiale héliocentrique de −23 km/s et devrait passer au plus près dans 1,285 million d'années lorsqu'elle se ne trouvera plus qu'à 124 années-lumière.

## Caractéristiques
HD 5608 est classée comme une étoile sous-géante de type spectral K0 IV, mais elle apparaît être déjà sur la branche des géantes rouges dans son évolution. Elle a 1,5 M☉ et est âgée de trois milliards d'années, elle s'est étendue à 5 R☉. Elle rayonne avec 13 L☉ et sa température effective est de 4 897 K. Elle a une métallicité supérieure à celle du Soleil — un terme utilisé par les astronomes pour décrire l'abondance d'éléments autres que l'hydrogène et l'hélium.

## Compagnon stellaire
HD 5608 possède un compagnon avec qui elle partage un mouvement propre commun, HD 5608 B, situé à une séparation angulaire de 0,6″, qui a été directement imagé. La séparation physique de la paire a été calculée comme étant de 40 ± 1 ua ou de 47 ± 3 ua, selon les hypothèses. L'étoile a une différence de magnitude de 9,40 en bande H avec la composante primaire et une masse estimée à 0,10 M☉. Elle a depuis été caractérisée par la vitesse radiale et l'astrométrie en plus de l'imagerie. Il existe une troisième composante à une distance de 7,4″, mais il s'agit d'une étoile lointaine qui n'est pas liée au système.

## Compagnon planétaire
En 2012, l'Okayama Planet Search Program (en) a signalé la détection d'un compagnon substellaire en orbite autour de HD 5608, sur la base de mesures de vitesses radiales effectuées entre 2003 et 2011 à l'observatoire d'Okayama à Kurashiki. Ceux-ci ont montré une tendance linéaire indiquant l'existence d'un compagnon lointain. Les données ont montré une périodicité supplémentaire d'environ 766 jours. Cet objet montre une masse minimale de 1,4 MJ, un demi-grand axe de 1,9 ua et une excentricité orbitale de 0,19. La forte excentricité de cette planète pourrait avoir été induite par l'étoile compagnon de faible masse HD 5608 B via le mécanisme de Kozai
| Planète   | Masse                   | Demi-grand axe (ua) | Période orbitale (jours) | Excentricité       | Inclinaison | Rayon |
| --------- | ----------------------- | ------------------- | ------------------------ | ------------------ | ----------- | ----- |
| HD 5608 b | ≥ 1,168+0,062 −0,057 MJ | 1,790+0,007 −0,003  | 768,70+4,72 −1,67        | 0,110+0,029 −0,080 |             |       |